# Имађинета (Ријети)
Имађинета је насеље у Италији у округу Ријети, региону Лацио.
Према процени из 2011. у насељу је живело 67 становника. Насеље се налази на надморској висини од 452 м.